# Избори за одборнике Скупштине града Београда 2012.
Избори за одборнике Скупштине града Београда 2012. су одржани 6. маја, заједно са председничким и парламентарним изборима те године. Градоначелник се бира тајним гласањем преко одборника, и носилац листе не мора бити кандидат за градоначелника, мада се то донекле законски необавезујуће сматрало. Скупштина града Београда има 110 одборника, за победу је потребно 56. Излазност је за скоро 6% била мања него 2012.
Два главна кандидата за градоначелника су, као и пре 4 година, били актуелни градоначелник Драган Ђилас иза Демократске странка  и Александар Вучић иза Српске напредне странке. Вучићева кампања је оцењена као веома професионална, подршку му је пружио и успешни градоначелник Њујорка Рудија Ђулијанија, што је употребљено као доказ блиске пријатељске везе између њих, и као најава нових инвестиција. Ђилас је освојио највише гласова и одборничких мандата, и то 5 мандата више него 2012, уз -2,03% мање гласача, али са 50 мандата није могао да сам направи градску власт, тако да су коначну коалицију направили са коалицијом СПС, ЈС, ПУПС.